# یواس‌اس ممفیس (اس‌اس‌ان-۶۹۱)
یواس‌اس ممفیس (اس‌اس‌ان-۶۹۱) (به انگلیسی: USS Memphis (SSN-691)) یک زیردریایی است که طول آن ۱۱۰٫۳ متر (۳۶۱ فوت ۱۱ اینچ) می‌باشد. این زیردریایی در سال ۱۹۷۶ ساخته شد.